# ویدونین
ویدونین (به چکی: Vidonín) یک منطقهٔ مسکونی در جمهوری چک است که در شهرستان ژدار ناد سازاوو واقع شده‌است.
 ویدونین ۳٫۲۵ کیلومتر مربع مساحت و ۱۷۰ نفر جمعیت دارد و ۵۲۷ متر بالاتر از سطح دریا واقع شده‌است.